# 新瓦爾普諾

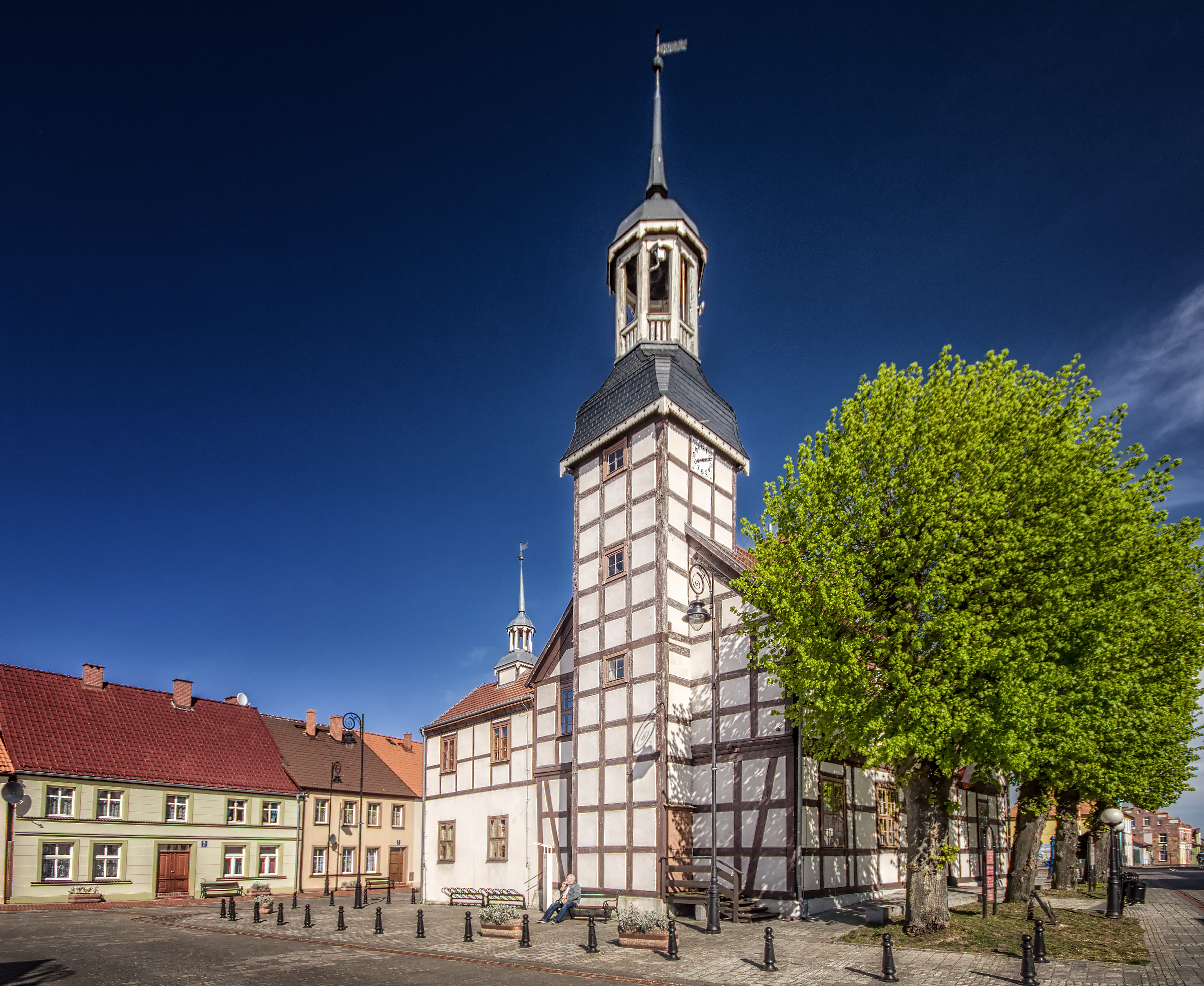

新瓦爾普諾（波兰语：Nowe Warpno；德语：Neuwarp）是波蘭的城鎮，位於該國西北部，由西波美拉尼亞省負責管轄，面積24.56平方公里，2006年人口1,170。第二次世界大戰期間，納粹德國在1939年至1945年期間佔領該鎮。

## 外部連結
- Official town website （页面存档备份，存于）

53°43′25″N 14°17′00″E / 53.72361°N 14.28333°E